# Ulveklo
En ulveklo er en form for ekstra tå, som nogle hunde har. Den er meget normal inden for racen Islandsk fårehund. For almindelige tamhunde gør den ingen forskel. Det er ikke tilladt at få den fjernet af kosmetiske årsager, men det er det derimod, hvis den hænger fast og dermed skader hunden. Den pågældende dyrlæge, der udfører denne operation, skal kunne dokumentere, at dette er årsagen til fjernelsen af ulvekloen
 Der er for få eller ingen kildehenvisninger i denne artikel, hvilket er et problem. Du kan hjælpe ved at angive troværdige kilder til de påstande, som fremføres i artiklen.